# Indywidualne Mistrzostwa Europy na Żużlu 2006
Indywidualne Mistrzostwa Europy na Żużlu 2006 – cykl zawodów żużlowych, mających wyłonić najlepszych zawodników indywidualnych mistrzostw Europy w sezonie 2006. W finale zwyciężył Polak Krzysztof Jabłoński.

## Finał
- Miszkolc, 1 października 2006

| Msc. | Zawodnik             | Kraj      | Pkt   |             |  |
| ---- | -------------------- | --------- | ----- | ----------- |  |
| 1    | Krzysztof Jabłoński  | Polska    | 13 +3 | (1,3,3,3,3) |  |
| 2    | Grzegorz Walasek     | Polska    | 13 +2 | (3,3,1,3,3) |  |
| 3    | Christian Hefenbrock | Niemcy    | 12    | (3,1,3,3,2) |  |
| 4    | Fredrik Lindgren     | Szwecja   | 11    | (3,2,2,2,2) |  |
| 5    | rez. Matej Ferjan    | Słowenia  | 9     | (2,3,1,3)   |  |
| 6    | Adrian Miedziński    | Polska    | 8     | (0,1,3,3,1) |  |
| 7    | Damian Baliński      | Polska    | 8     | (2,w,1,2,3) |  |
| 8    | Nicolai Klindt       | Dania     | 8     | (2,1,2,1,2) |  |
| 9    | Niklas Klingberg     | Szwecja   | 7     | (1,1,1,2,2) |  |
| 10   | László Szatmári      | Węgry     | 7     | (1,3,2,0,1) |  |
| 11   | Jan Mikke Bjerk      | Norwegia  | 6     | (3,3,0,0,0) |  |
| 12   | Jurica Pavlic        | Chorwacja | 6     | (2,0,2,1,1) |  |
| 13   | Robert Kościecha     | Polska    | 4     | (0,2,2,0,w) |  |
| 14   | Mattias Nilsson      | Szwecja   | 3     | (2,w,0,1,0) |  |
| 15   | Roman Chromik        | Polska    | 3     | (0,2,0,0,1) |  |
| 16   | Andrejs Koroļovs     | Łotwa     | 2     | (1,0,0,1,0) |  |
| 17   | Matej Žagar          | Słowenia  | 0     | (w,–,–,–,–) |  |